# NGC 5266A
NGC 5266A is een balkspiraalstelsel in het sterrenbeeld Centaur. Het hemelobject werd op 1 juli 1834 ontdekt door de Britse astronoom John Herschel.

## Synoniemen
- ESO 220-30
- AM 1337-480
- IRAS 13375-4805
- PGC 48390